# Control cognitiu
El control cognitiu és una entitat de naturalesa psicodinàmica que regula l'expressió de les necessitats en maneres socialment adaptatives. És a dir els controls cognitius actuen en funció dels requeriments de la situació (variables intermèdies entre les necessitats i la percepció). Sorgirien al llarg del desenvolupament, fruit de la interacció entre els gens i el medi ambient.
Alguns autors, la majoria, consideren els controls cognitius sinònims dels estils cognitius, altres, com Howard Gardner, no, plantejant els controls com dimensions o etiquetes específiques, mentre que els estils serien més generals.
Serien unipolars, en el sentit que un dels pols seria millor que l'altre (en els estils cognitius, bipolars, els pols de cada estil no són ni millor ni pitjor, només diferents).